# Bank Windhoek

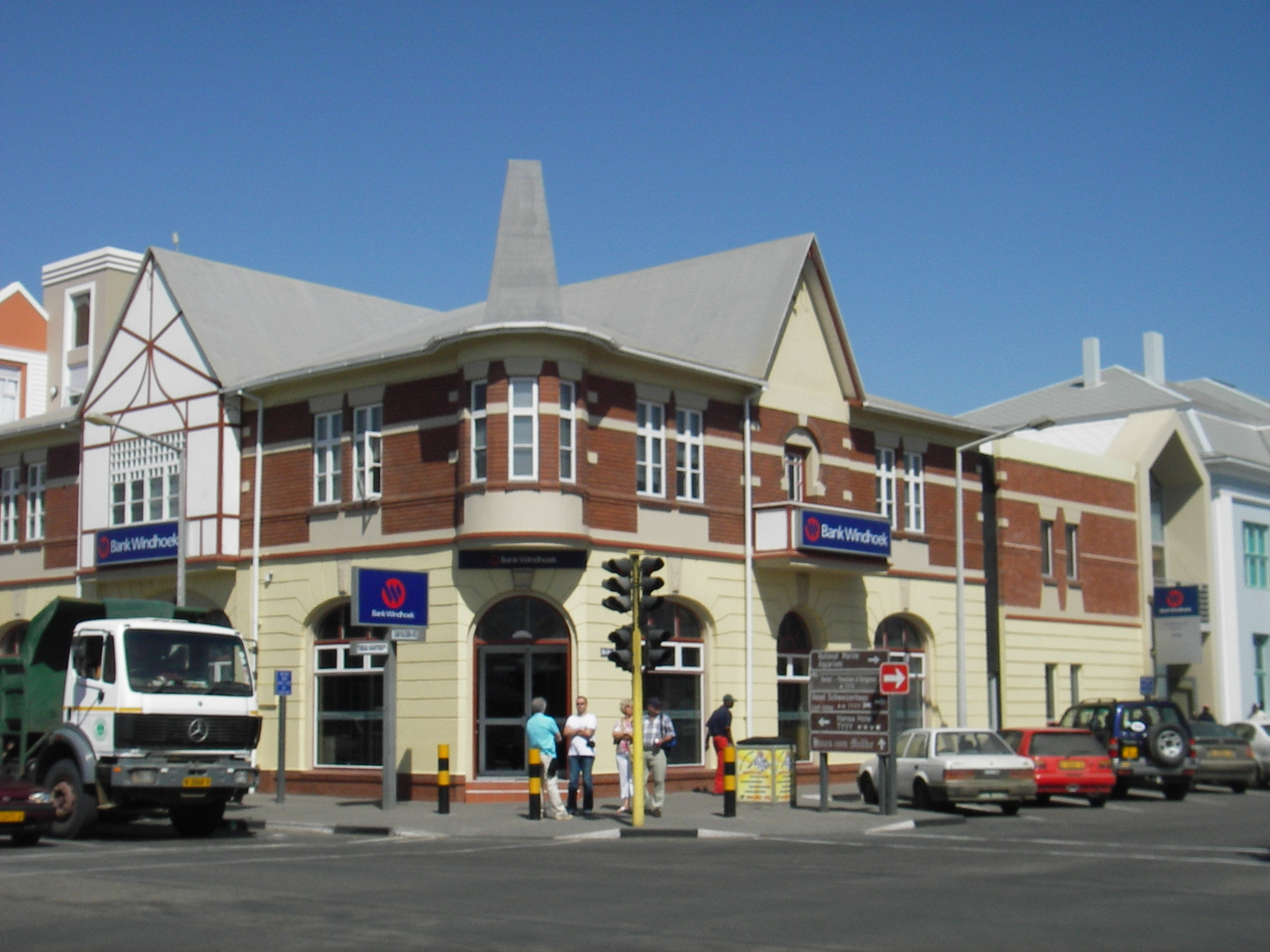
Bank Windhoek Filiale in Swakopmund

Die Bank Windhoek mit Sitz in Windhoek ist die einzige rein in namibischer Hand befindliche Geschäftsbank im Land. Die Bank besitzt neben der Hauptverwaltung in Windhoek-Central noch 61 weitere Filialen (Stand November 2018) im ganzen Land. Bank Windhoek bietet Finanzdienstleistungen für Privat- und Firmenkunden. Bank Windhoek gehört zur Capricorn Group (bis 23. September 2016 Bank Windhoek Holdings).

## Börsengang
Am 20. Juni hat Bank Windhoek als größte Erstnotierung in der Geschichte der Namibian Stock Exchange 44.331.048 Aktien platziert. Erstmal wurden diese auch an die breite Öffentlichkeit zum Ausgabepreis von 8,75 Namibia-Dollar ausgegeben. Die Aktien waren 3,5-fach überzeichnet.

## Soziales
Die Bank Windhoek war Hauptsponsor des ab 2003 monatlich in Windhoek stattfindenden Bank Windhoek Arts Festivals und der ab 2008 ausgetragenen Bank Windhoek Triennale. Zudem führte die Bank Windhoek ab 2003 Ausbildungsprojekte für Gefängnisinsassen in Windhoek durch.

## Ausländische Übernahme
Von Ende 2009 an wurde von der Südafrikanischen Absa die Übernahme der Capricorn Investment Holding und damit der Bank Windhoek angestrebt. Die Bank von Namibia hat die Übernahme jedoch abgelehnt, da keine namibische Bank in ausländischem Besitz sein darf.